# Miss Italia 2005
Miss Italia 2005 si è svolta a Salsomaggiore Terme il 15, 16, 18 e 19 settembre 2005, ed è stata condotta da Carlo Conti. Vincitrice del concorso è stata la ventunenne Edelfa Chiara Masciotta di Torino. Seconda classificata la diciannovenne Anna Munafò di Milazzo (ME), vincitrice del titolo di Miss Miluna e infine terza la ventunenne Pamela Camassa di Prato, vincitrice della fascia Miss Moda Mare L'aura Blu.

## La gara
Miss Italia 2005 si è svolta in quattro serate dal 15 al 19 settembre 2005, con una pausa di un giorno il 17, condotte da Carlo Conti da Salsomaggiore Terme. L'organizzazione dell'evento è ad opera di Rai Uno, con Patrizia Mirigliani ed Enzo Mirigliani, e la partecipazione del comune di Salsomaggiore Terme. Oltre ad una giuria che varia ogni serata, c'è una commissione tecnica che si occupa delle Miss, composta da Loretta Goggi (Presidentessa), Gianni Brezza, Fioretta Mari, Paolo Crepet, Stefano Reali, Silvana Giacobini, Christiane Filangieri  e Robin.
Nel corso delle quattro serate le centouno candidate vengono visionate e giudicate dalla commissione tecnica e dalla giuria. Le candidate passano da una fase della gara alla successiva attraverso il televoto, unito al giudizio della giuria. Durante la serata finale le concorrenti rimaste in gara sono trenta, comprese alcune ripescate dalle prime due serate, e da queste viene selezionata la vincitrice del concorso, la ventunenne piemontese Edelfa Chiara Masciotta, che viene incoronata dall'attore Bruce Willis, presidente della giuria.

## Piazzamenti

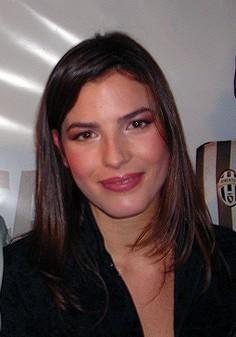
Edelfa Chiara Masciotta

| Risultato finale     | Concorrente |
| -------------------- | --- |
| Miss Italia 2005     | - – Edelfa Chiara Masciotta |
| Seconda classificata | - – Anna Munafò |
| Terza classificata   | - – Pamela Camassa |
| Top 5                | - – Valentina Avanzi - – Serena Ministro |
| Top 10               | - – Francesca Fioretti - – Denise Maria Di Matteo - – Sara Crisci - – Vera Santagata - – Eleonora Boi |
| Top 20               | - – Desirée Noferini - – Silvia Sera - – Anna Prete - – Francesca Muscio - – Gloria Zoboli - – Monica Riva - – Giuliana Adami - – Eleonora Lucarelli - – Susanna Cangiemi - – Marilena Incutti |
| Top 40               | - – Joëlle Rigollet - – Serena Modanese - – Fabia Breda - – Valentina Mezzetti - – Jessica Vanni - – Claudia De Luca - – Alessandra Murri - – Eugenia Muzzi - – Giorgia De Cecchis - – Valeria Lombardi - – Matilde Siracusano - – Francesca Giaccari - – Valeria Cappelletto - – Claudia Fiorentini - – Ida Miceli - – Federica Carnassale - – Francesca Delogu - – Laura Betto - – Angela Esposito - – Angelica Gianfrate |

## Altri riconoscimenti
- Miss Cinema: Vera Santagata
- Miss Eleganza: Sara Crisci
- Miss Videofonino 3: Désirée Noferini
- Miss Cotonella: Denise Maria Di Matteo
- Miss Sasch Modella Domani: Désirée Noferini
- Miss Deborah: Valentina Avanzi
- Miss Bioetyc: Francesca Fioretti
- Miss Moda Mare L'aura Blu: Pamela Camassa
- Miss Wella: Giuliana Adami
- Miss Miluna: Anna Munafò
- Miss Rocchetta Bellezza: Silvia Sera
- Miss Lei Card: Matilde Siracusano
- Miss Sorriso AZ: Claudia Fiorentini
- Miss Ragazza in Gambissime: Gloria Tonon
- Miss Televolto Lea Foscati: Monica Riva
- Miss 3: Federica Camperchioli
- Miss Chi: Sara Crisci
- Miss Ragazza Moderna: Valentina Barbuti

## Riserve
102) Roberta Tormena (Miss Sasch Modella Domani Veneto) 

103) Eleonora Alladio (Miss Cinema Piemonte)

## Ascolti serata finale
| Puntata           | Spettatori | Share  | Fonte |
| ----------------- | ---------- | ------ | ----- |
| 19 settembre 2005 | 9.281.000  | 47,04% | [ 6 ] |